# Inga brevipedicellata
Inga brevipedicellata är en ärtväxtart som beskrevs av Hermann August Theodor Harms. Inga brevipedicellata ingår i släktet Inga och familjen ärtväxter. Inga underarter finns listade i Catalogue of Life.